# ライヒスタークの赤旗
ライヒスタークの赤旗（ライヒスタークのあかはた、Raising a flag over the Reichstag）は、第二次世界大戦のベルリン攻防戦において、1945年5月2日にエフゲニー・ハルデイによって撮影された歴史的な写真であり、ソビエト赤軍兵がソビエト連邦の国旗をドイツ国会議事堂（ライヒスターク）の頂上に掲げたものである。この写真は数千の出版物に掲載され大きな人気を博し、第二次世界大戦の最も重要な写真の一つとして世界中に認知されるようになった。

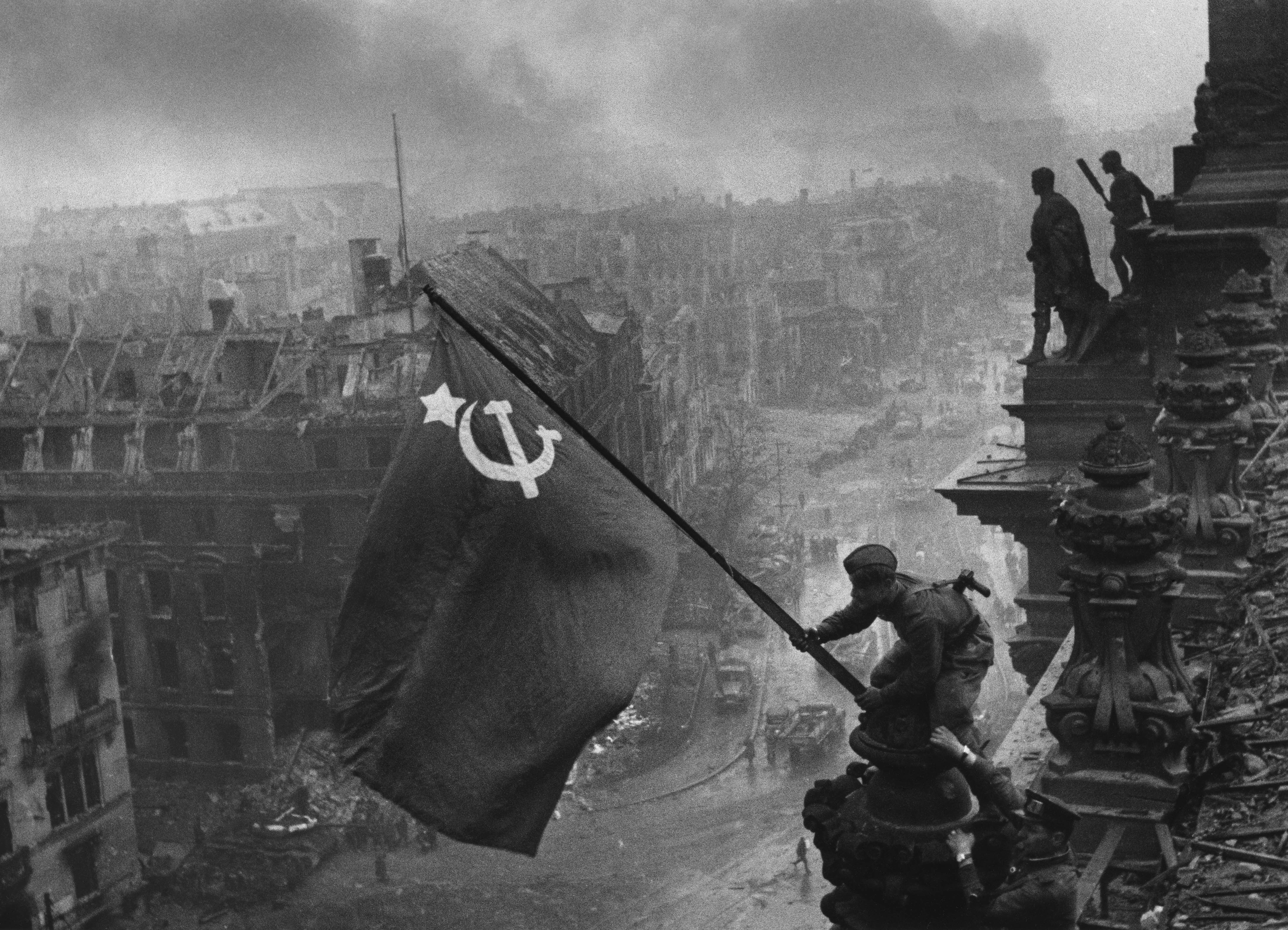
エフゲニー・ハルデイの撮影による『ライヒスタークの赤旗』

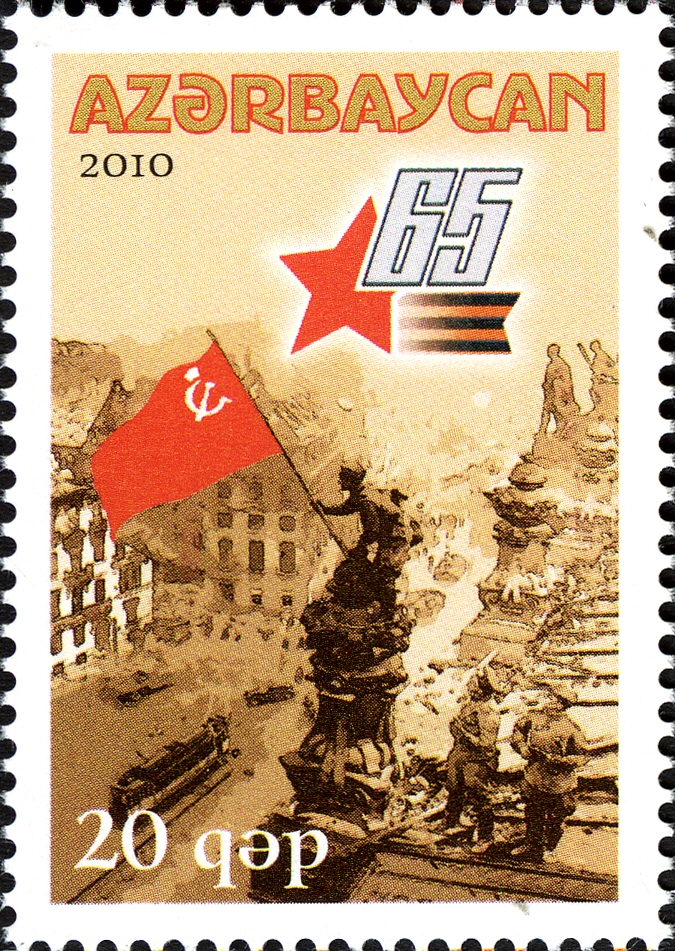
「ライヒスタークの赤旗」の写真をもとにした、アゼルバイジャンの大祖国戦争勝利65周年記念切手（2010年）

この写真は少なくとも複数の掲揚記録・証言と、時系列の異なる2種類の著名な写真の存在（もう一枚はライヒスタークの勝利の旗/Victory Banner over the Reichstagと呼ばれる。ロシア語版に掲載の写真も参照）により被写体の兵士たちの身元や撮影者（ハルデイ）の同一性について、ソビエト連邦の崩壊後に至るまで議論の対象となった。しかし、この写真は歴史的瞬間と象徴に満ちているものでもあった。1894年に建造されたドイツ国会議事堂はその時代においては素晴らしい建造物で、ドイツの歴史上も非常に大きな貢献を果たしており、赤軍はこの建物そのものがドイツ第三帝国の象徴であると認識していた。しかし、現実には議事堂は、1933年のドイツ国会議事堂放火事件以来、ナチス体制下では公式の目的では使用されておらず、完全な修復も成されていなかった。建物内での猛烈な戦闘の末に、1945年5月2日に赤軍は議事堂を制圧した。これによりソビエト連邦は、何百万人ものドイツ人及びソ連国民の生命を失った大祖国戦争の勝利をその手に引き寄せたのである。ただし、この写真は非常に有名ではあるが、実際には最初に起きた出来事はカメラに捉える事が出来ず、後日改めて再現写真として撮影されたものである。

## 背景
ベルリンの戦いは、ヨーロッパ戦線に於ける最後の大規模攻勢であり、赤軍においてはベルリン戦略攻撃作戦と呼ばれた。1945年1月16日、赤軍はヴィスワ＝オーデル攻勢においてドイツ軍を破り、ドイツ本土西方に日に30-40kmのペースで急速に侵攻していった。ベルリンの戦いは1945年4月20日から5月2日まで、史上稀に見る多数の死傷者を出す戦いの末にベルリン陥落により終結した。この歴史的瞬間を硫黄島の星条旗のような劇的な戦争写真として記録する目的で、赤軍の写真家エフゲニー・ハルデイは兵士の中から希望者を募り、撮影を行った。

## 写真撮影
赤旗掲揚の出来事自体は、ベルリンでも最大の戦略目標である国会議事堂を巡る戦いの混乱によって、必ずしもその時系列が明確にはなっていない。少なくともメーデー前の4月30日には国会議事堂を奪取する程の攻勢が掛けられた（それだけ、国会議事堂が「ファシストの魔物」の心臓部であるとの認識がされていた）。最初に、2機の赤軍機が空襲で大穴の空いたドームに引っ掛かるように、幾つかの大きな赤旗を投下した。更に幾つかの報告書では少なくとも2つの部隊、M.M.Bondar率いる第380狙撃連隊とV.N.Makov率いる第756狙撃連隊のいずれかが、この日の内にドイツ軍司令部にまで到達し、赤旗を掲揚する可能性があるとしており、この報告を受け取った総司令官ゲオルギー・ジューコフ元帥は自らの率いる軍勢が議事堂を奪取し、赤旗を掲揚したと発表した。しかし、現地に特派員が到着した時には議事堂内部には赤軍はおらず、逆にドイツ軍の猛反撃によって屋外に釘付けにされている事実があるのみであった。その後も猛烈な戦闘は続き、1945年4月30日午後10時40分、23歳のグルジア人兵士、ミハイル・ミーニンが議事堂頂上に登り、ゲルマニア像の王冠に赤旗を立てる事に成功した。しかし、これは夜間の出来事であり、周囲も暗すぎた為にこの光景を写真に収める事は出来なかった。そして、翌日までにはミーニンの立てた赤旗はドイツ兵によって奪われてしまった。最終的には5月2日に赤軍は議事堂を完全制圧した。なお、ミーニンによる最初の赤旗掲揚の様子はヴォロネジの博物館に絵画という形で残されている。
1945年5月2日、ハルデイは改めて議事堂で写真撮影を行った。公式のキャプションでは両腕で掲揚者を支えている兵士はグルジア人のメリトン・カンタリア（彼は同じグルジア人であるヨシフ・スターリンを喜ばせる為に選ばれた）、赤旗を掲揚する兵士はロシア人のミハイル・イェゴレフであるとされた。なお、旧東側諸国において多く引用されたもう一枚の写真、ライヒスタークの勝利の旗ではカンタリア、イェゴレフ、ウクライナ人兵士のアレクセイ・ベレストの三名が実際にほぼ同様のアングルで赤旗掲揚を行っており、旧東側諸国の切手やプロパガンダポスターにおいては、むしろこちらの写真のアングルの方が多用されている。西側諸国で有名なライヒスタークの赤旗との辻褄を合わせる為に、このようなキャプションの変更が行われた。
しかし、このような政治的な理由により無理矢理キャプションの変更を行った事で、当然ながら後年になって本当の掲揚者である、アレクセイ・コワリョフの登場を促す事になった。コワリョフはウクライナ人であり、戦後はNKVDによって掲揚の事実を口外する事を固く禁じられていたという。これらの事実はソ連崩壊後の1995年に、西側テレビ局のドキュメンタリーで、「両腕で掲揚者を支えている兵士」として被写体となった元第8親衛軍所属のアブドゥルハキム・イスマイロフの証言で明らかにされた。イスマイロフによると同一時刻の別テイクの写真に写る三人目の兵士がレオニード・ゴリチェフ (Leonid Gorichev) であり、この三人がライヒスタークの赤旗の真実の被写体であると証言した。そして翌1996年にロシア政府により彼らにロシア連邦英雄の勲章が与えられ、名誉の回復が成された。
こうした事実関係の交錯の他、更には、セルゲイ・ソローキン (Sergei E. Sorokin) 率いる部隊が議事堂の屋根の上で赤旗掲揚を行ったという報告が存在した事も、この出来事の事実認定をより一層混乱させる要因となった。

## 余波
この写真は1945年5月13日にアガニョーク誌に掲載された。少なくとも他に3人の写真家が屋上の赤旗の写真を撮ったが、ハルデイは彫像に旗を突き立てるような構図で撮影を行った。後年彼は「それが歴史的に重要な写真を撮る上で最も良い構図だと考えた」と述べている。

### 写真の検閲
この記念写真の撮影後、ハルデイは直ちにモスクワに帰還した。そしてアガニョーク誌編集長の要請により写真の改竄を行った。彼らは旗手を補助する兵士であるアブドゥルハキム・イスマイロフ軍曹の両腕に腕時計の様なものが装着されている事に気付いたのである。それは赤軍の正式装備品の一つであるアドリアノフ・コンパスである可能性の他は、鹵獲や略奪その他の不法手段により複数の腕時計を身に付けていた可能性を示唆した。当時の赤軍内においてはリストコンパスと腕時計の両方を身につける習慣が広く一般化していたが、ハルデイは論争を回避する為にイスマイロフの右手首から装着品を消去した。更に、ハルデイは場面をより劇的に演出する為に、別の写真から背景の煙をコピーした。

## その他の写真家による写真
元第469歩兵連隊の兵士であるIvan Zakharov Klochkovの回想録、"the memoirs of storming the Reichstag"によると、5月2日にプラウダの戦場特派員のVictor Teminが議会議事堂の屋上ドーム上で赤旗を掲揚する写真を撮影したという。これは航空機により空撮された写真であり、1945年5月3日付けのプラウダで公表され、世界に配信された。
Henri Surenovichによって著されたAccording to the Anthology of Soviet photographyによると、この写真は5月2日に撮影されてすぐにモスクワに送られ、翌日にはベルリンにもプラウダ発の記事として配信されたという。

## 写真を元にした切手やコイン
いずれの切手も、旧東欧圏で広く引用されたライヒスタークの勝利の旗のアングルが元になっている。

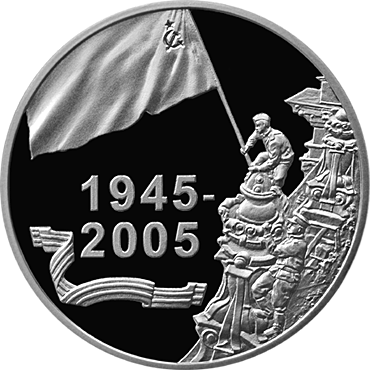
2005年にベラルーシで発行された戦勝60周年記念銀貨
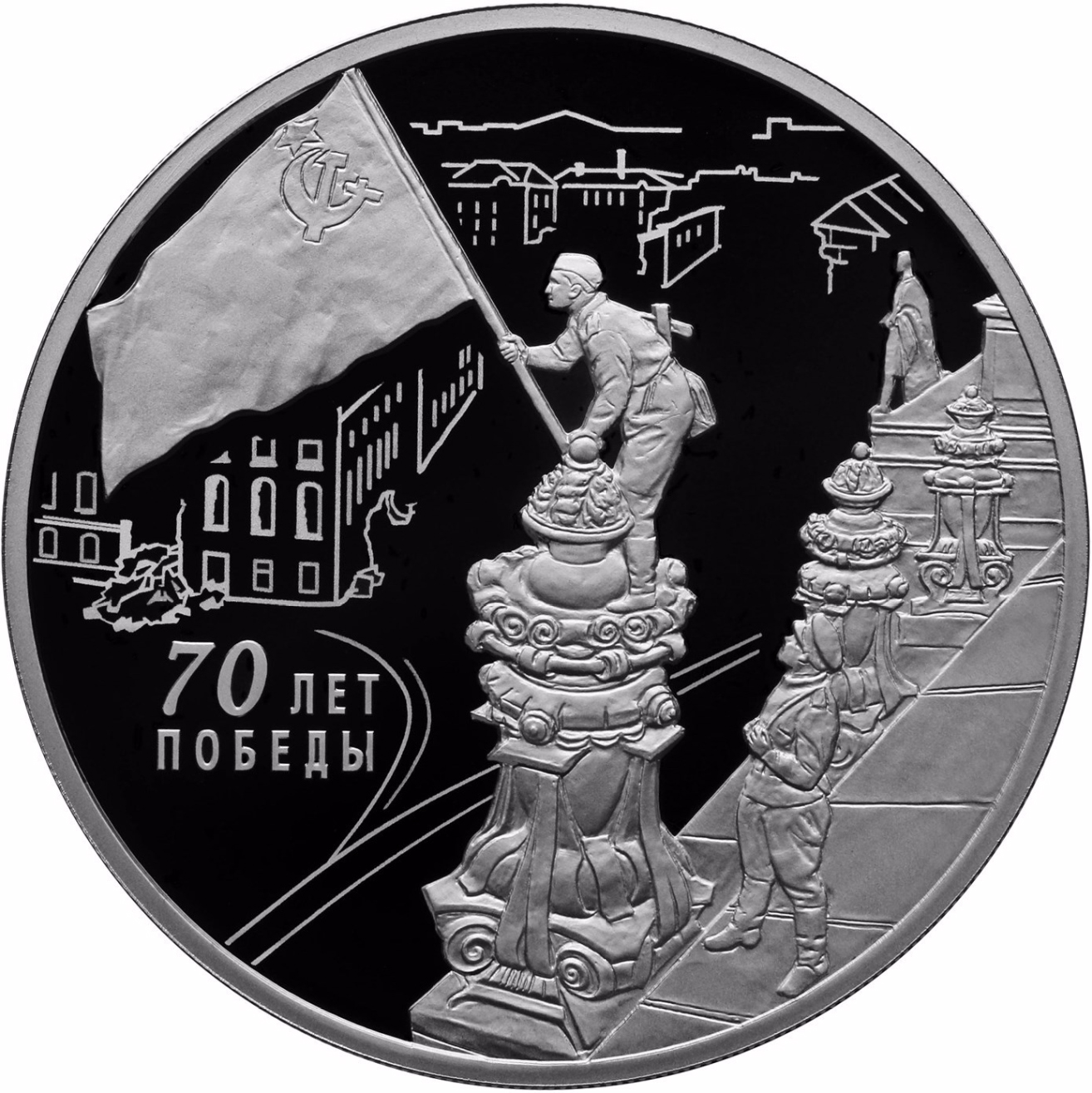
2015年にロシア連邦中央銀行が発行した戦勝70周年記念3ルーブル銀貨